# Kari (Tikamgarh)
Kari é uma cidade e uma nagar panchayat no distrito de Tikamgarh, no estado indiano de Madhya Pradesh.

## Demografia
Segundo o censo de 2001, Kari tinha uma população de 8686 habitantes. Os indivíduos do sexo masculino constituem 53% da população e os do sexo feminino 47%. Kari tem uma taxa de literacia de 36%, inferior à média nacional de 59,5%: a literacia no sexo masculino é de 47% e no sexo feminino é de 24%. Em Kari, 20% da população está abaixo dos 6 anos de idade.